# Scorpaena canariensis
Scorpaena canariensis és una espècie de peix pertanyent a la família dels escorpènids.

## Descripció
- Fa 14 cm de llargària màxima.[5][6]

## Hàbitat
És un peix marí, demersal i de clima subtropical.

## Distribució geogràfica
Es troba a l'Atlàntic oriental: les illes Canàries i Madeira.

## Observacions
És inofensiu per als humans.